# تمثال إسكندر بك
```
تمثال إسكندر بك
 هو نصب تذكاري في 
ميدان إسكندر بك
 في 
تيرانا
، 
ألبانيا
. يحيي ذكرى 
إسكندر بك
، البطل الوطني في ألبانيا لمقاومته 
العثمانيين
 .
```

تم عمل النصب التذكاري الذي يصل طوله إلى 11 متر بواسطة النحات أوديس باسكالي،  وتم افتتاحه رسميا في عام 1968 في الذكرى 500 على وفاة إسكندر بك.

## صالة عرض

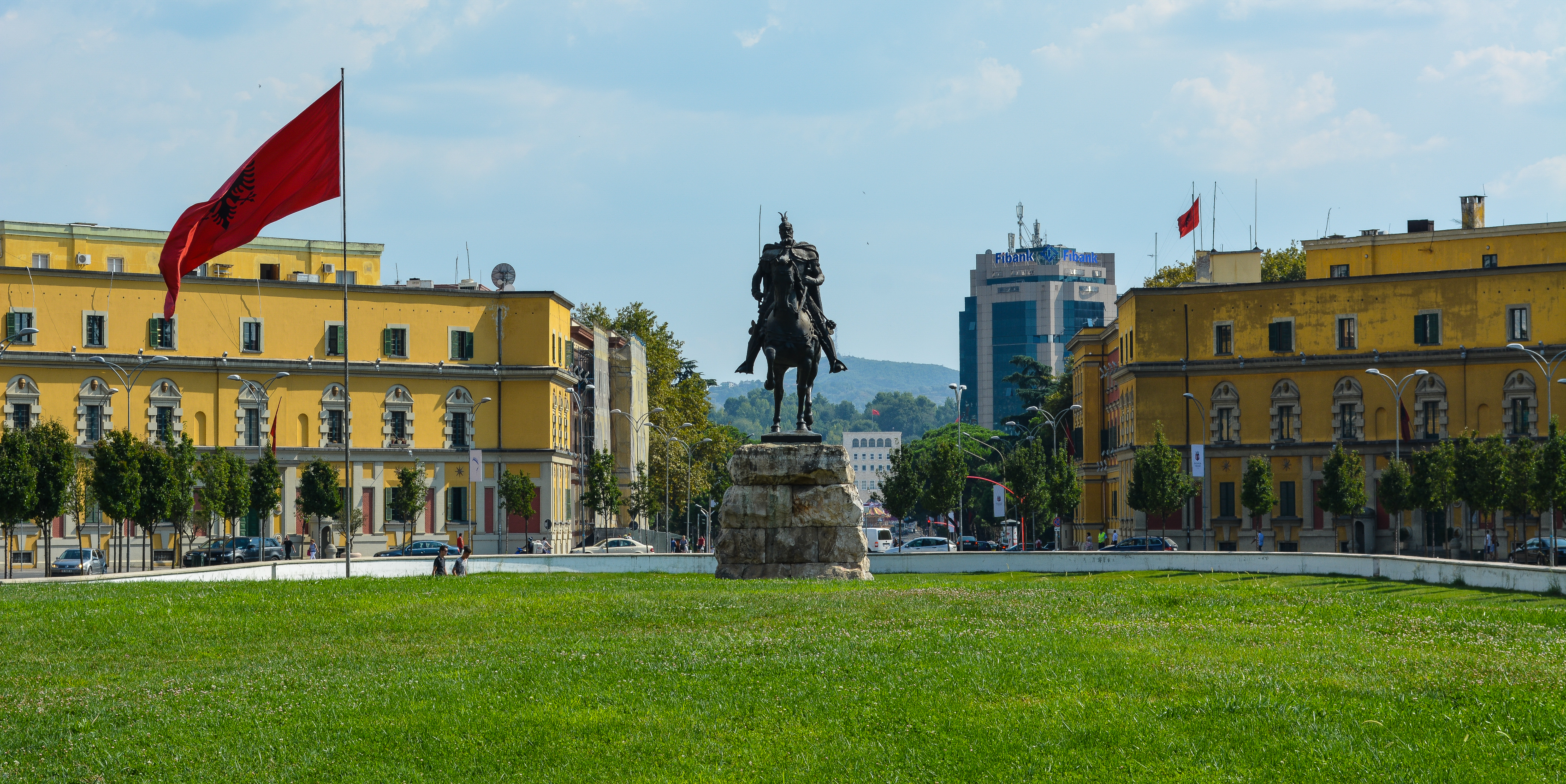
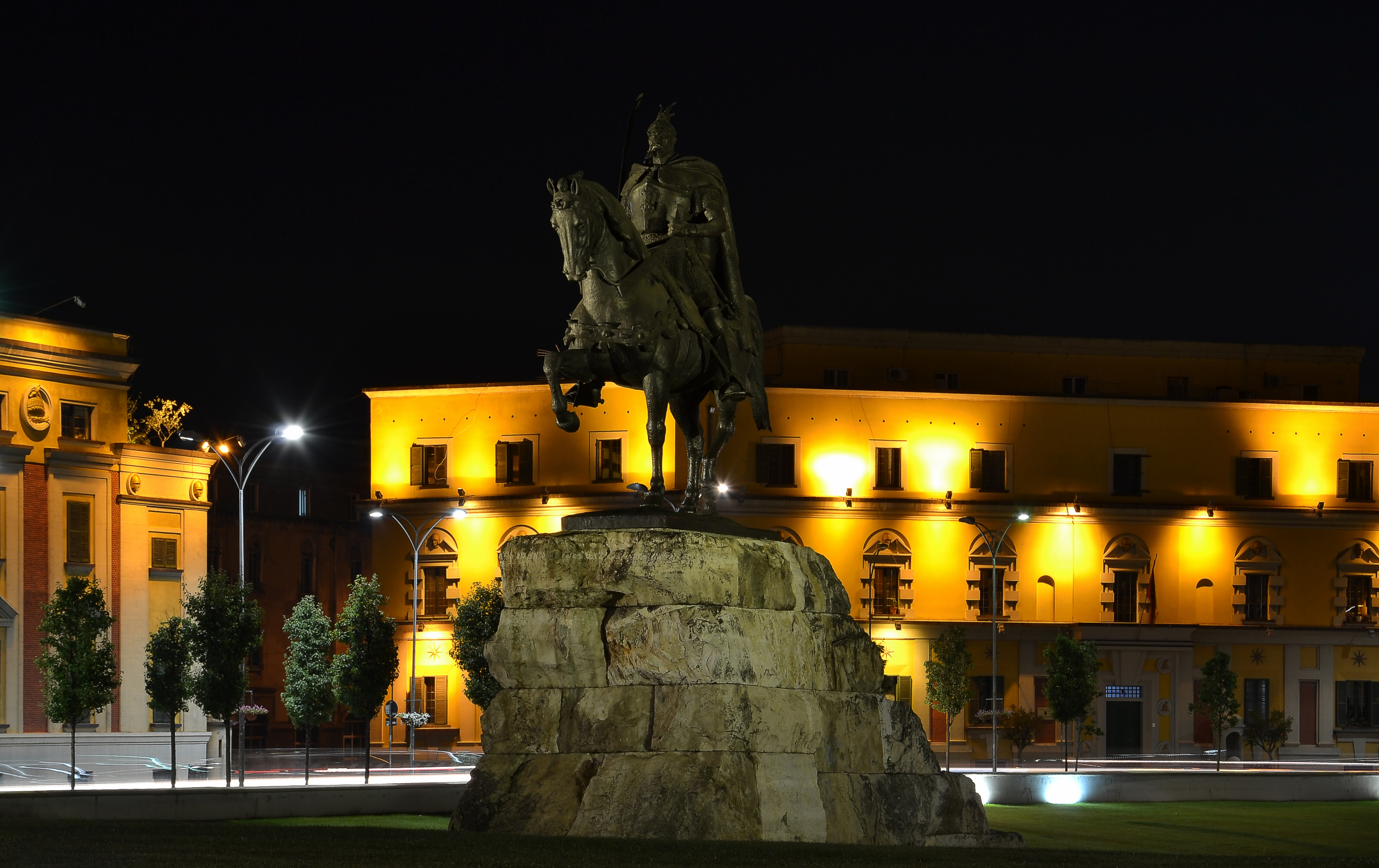
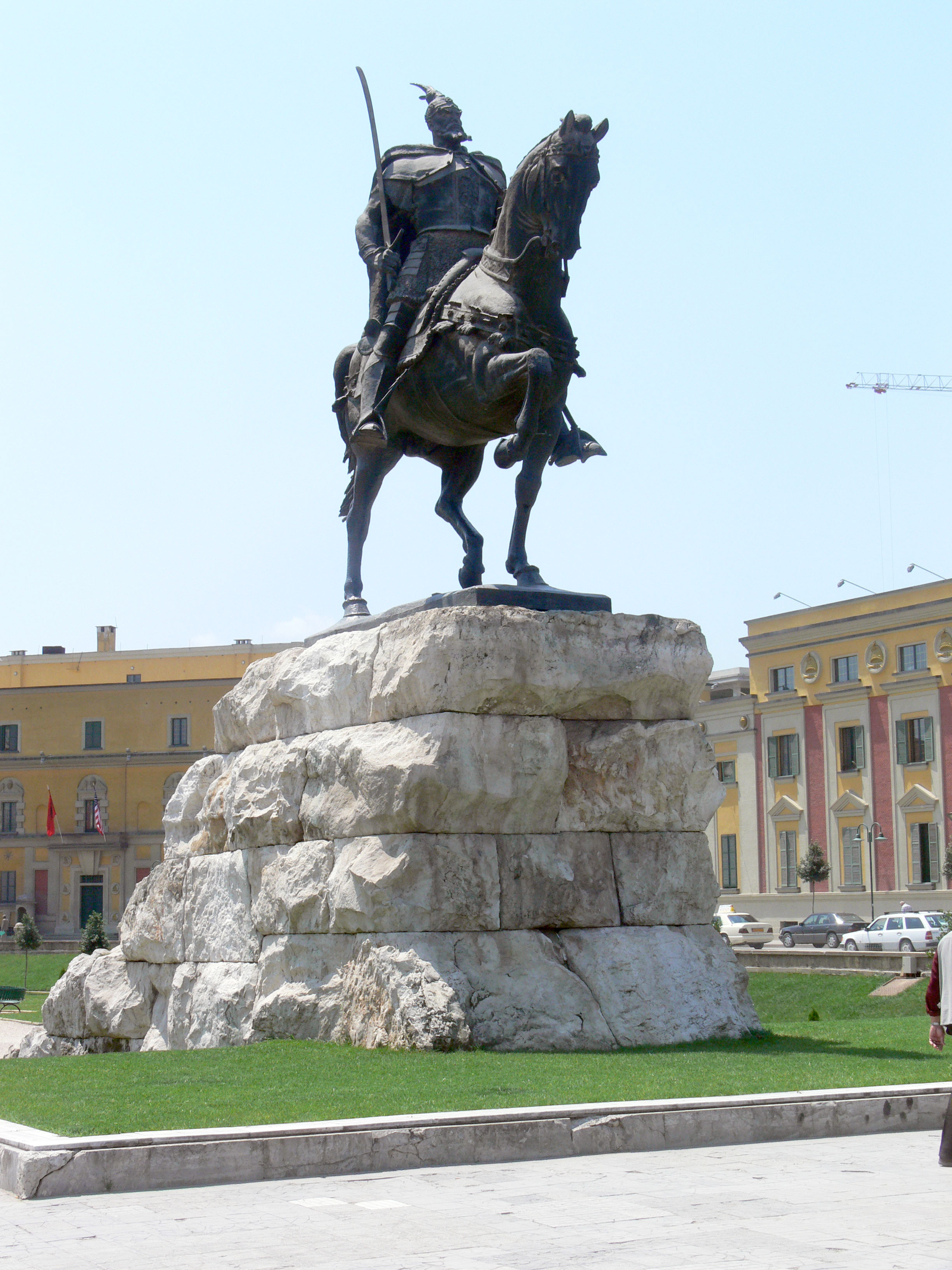
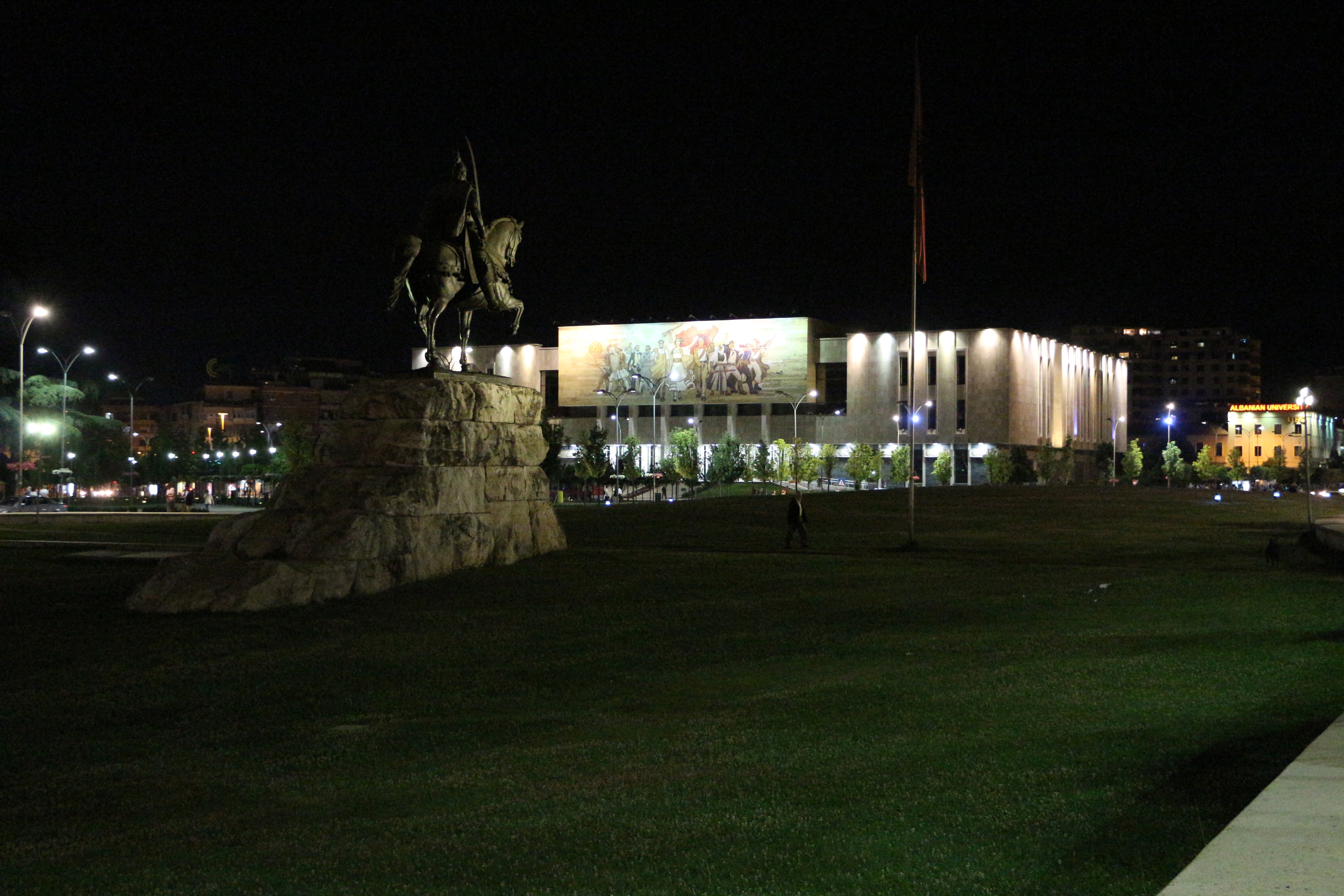
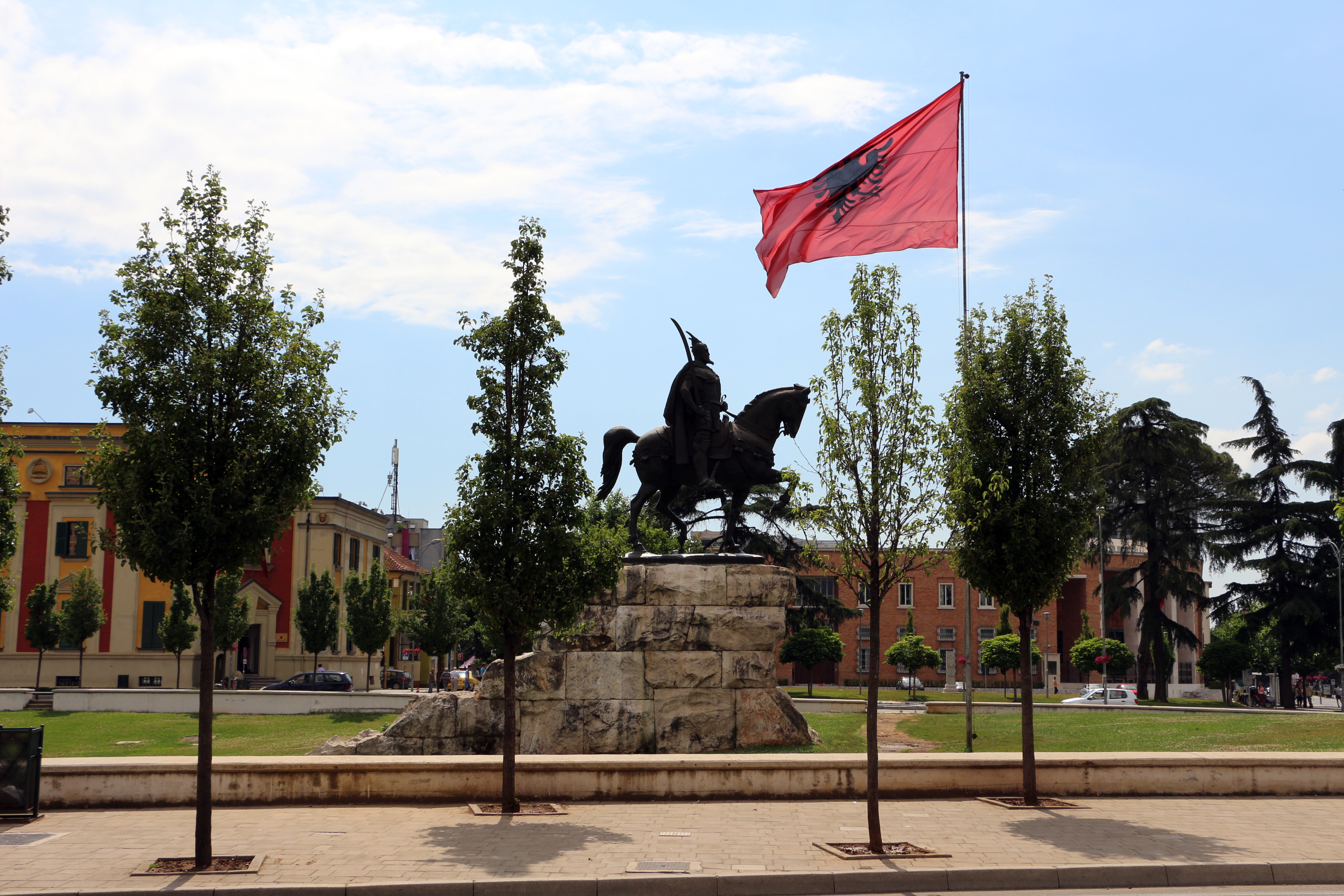